# Dieu, le temps, les hommes et les anges
Dieu, le temps, les hommes et les anges est un roman polonais de Olga Tokarczuk publié en 1996, et en français en 1998.

## Personnages
- Famille Céleste, propriétaire et gestionnaire du moulin, où passent toutes les céréales d'où proviennent toutes les farines.
  - Michel Céleste, ou Mikhaïl Youzefovitch Céleste,
  - Geneviève, son épouse, (et sa brève relation avec le jeune juif Élie),
  - Misia, leur fille, avec son amie d'enfance, Rachel Szenbert, sa chienne préférée Lalka, et son ange gardien,
  - Isidor, leur fils, relativement handicapé (salive et bégaiement), grand lecteur, ses amis, le soldat allemand Kurt (ordonnance du capitaine Gropius), et le russe Ivan Moukta,
- Florentine, et ses chiens, en conflit avec la lune,
- la Glaneuse, marginale, douée de certains pouvoirs de guérison par les plantes, entre autres,
  - sa fille naturelle, Ruth, amie d'Isidor (la frontière d'Antan), violée par les Allemands et les Russes, mariée malgré tout avec Ukleja,
- Famille Divin
  - le père, sur son toit, à réparer les bardeaux,
  - (la mère, absente),
  - Paul Divin, (et ses trois sœurs), dont Stasia (Perroquett), et son épéhémère mari, puis le garde-chasse, et dont le fils Janek est parti en Silésie,
- Famille Divin - Céleste (Misia Céleste et Paul Divin)
  - Adelka
  - Antek / Antoine,
  - Vitek,
  - les jumelles Lilie et Maya,
- le reste du village : le curé, le Mauvais Bougre, le Noyeur, les Szenbert, les Juifs, etc,
- le châtelain de Jeszkotil, Félix Popielski, qui passe son temps à jouer à Ignis fatuus (Jeu instructif pour un seul joueur, ou le jeu des huit mondes),
  - l'héritière, ses enfants, sa parente de Cracovie Maria Szer.

## Résumé
« Antan est l'endroit situé au milieu de l'univers » (début du texte), avec ses quatre portes et/ou directions gardées par autant d'archanges : Raphaël (angoisse des voyages), Michel (orgueil), Gabriel (soif de paroles), Uriel (bêtise et philosophie).
La Rivière qui clôt l'ensemble naît de l'union des deux rivières, la Noire et la Blanche.
L'action se déroule en Pologne pendant les années 1910-1980, avec les deux guerres mondiales, les occupations, le régime communiste.
Misia et Isidor découvrent ensemble leur monde, à l'écart des autres enfants (de l'école et du village).
Isidor se développe par ses lectures, ses collections (timbres, lettres (vite suspectes)), ses réflexions, ses quadruplets, ses interrogations, principalement sur Dieu et ses récréations.
Il tente d'entrer au couvent, en vain, parce qu'il se pose trop de questions sur Dieu, Dieuesse, Ça…
Il n'est pas question non plus de le faire entrer au Parti.
La maison de référence est la maison que Paul a construite pour Misia, sur ordre ou défi de Michel, qui sert désormais par moments de lieu d'hébergement pour des parties de chasse (du Parti), puis pour des vacanciers.
La vérité du monde est peut-être ce mystérieux mycélium que lui a fait découvrir autrefois Misia, qu'il a toujours voulu aider…
Peut-être n'y a-t-il de vrai que ce jeu où se perd Félix ?
Mais le texte (chronique, conte, fable) se compose, chronologiquement, de courts chapitres, fragmentaires, présentant le point de vue de certains personnages : Le temps de l'ange gardien, le temps de Dieu, le temps du Noyeur, le temps du Mauvais Bougre…

## Réception
Peu de critiques francophones solides,,,.